# Петак тринаести 10: Џејсон икс
Петак тринаести 10: Џејсон икс (енгл. Jason X) је амерички хорор филм из 2001. у режији Џејмса Ајзака, други који је дистрибутовала компанија Њу лајн синема. Кејн Ходер се по четврти и последњи пут вратио у улогу Џејсона Ворхиса, а поред њега у главним улогама су Лекса Дојг, Лиса Рајдер и Чак Кембел.
Филм је снимљен осам година након деветог дела, Петак тринаести 9: Џејсон иде у пакао, а две године након њега снимљен је и дуго очекивани Фреди против Џејсона, али пошто се радња филма дешава у 2455. години, ово је последњи наставак у серијалу филмова Петак 13., у коме је Џејсон коначно уништен.
У односу на девет претходних филмова имао је највећи буџет, али то није много помогло, пошто је један од најлошијих у серијалу и по заради и по реакцији публике.

## Радња
Године 2008. масовног убицу Џејсона Ворхиса зароби влада Сједињених Држава и задржи га у установи за проучавање на Кристалном језеру. Након бројних безуспешних покушаја да се Џејсон убије током наредне две године, владина научница Роуан предложи његово замрзавање (стављање у криостазу). Др Вимер и наредник Маркус стигну у пратњи војске, намеравајући да додатно проуче Џејсонову уникатну способност да се опорави од смртоносних рана, пошто верују да то укључује рапидну ћелијску регенерацију коју је могуће клонирати. Џејсон се ослободи из ланаца и убије војнике и др Вимера. Роуан га намами у криогенску комору и активира је, али он пробије комору мачетом, убовши је у стомак. Криогенска течност проспе се по херметички затвореној просторији, замрзнувши их обоје.
455 година касније Земља је постала исувише загађена да би могла да одржава живот, те је човечанство пресељено на нову планету, Земљу 2. Током екскурзије на Земљи, професор др Лоу, његов женски андроид КМ-14, приправница Aдријен и студенти Цунарон, Џанеса, Азраел, Кинса, Вејландер и Стони разгедају просторије напуштене установе за проучавање на Кристалном језеру, где пронађу смрзнута тела Џејсона и Роуан. Они их однесу на свој свемирски брод, Грендел, и врате Роуан у живот, док Џејсона оставе у мртвачници, верујући да је мртав.
Aдријен добије наређење да изврши дисекцију Џејсоновог тела, али их Роуан упозори на опасност, обелоданивши им Џејсонову природу и надљудске способности. Лоу, који је у озбиљном дугу, позове своју финансијску подршку Дитера Переза на оближњој свемирској станици Соларису. Перез препозна Џејсоново име и нагласи да би његово тело могло да заинтересује неког колекционара. Док Стони и Кинса воде љубав, Џејсон се освести и нападне Aдријен, смрзнувши јој лице течним азотом пре него што јој разбије главу у парампарчад о шанк. Џејсон узме неку хируршку алатку у облику мачете и убије Стонија пред Кинсом. Наредник Бродски предводи групу војника у нападу на Џејсона. Џејсон прекине пројектовану холографску игрицу поломивши леђа Азраелу и треснувши лобању Даласу. Он покуша да нападне Крача, али Бродски и његови војници стигну. Након што Бродски раздвоји свој тим, Џејсон их побије једног по једног.
Лоу нареди пилоту Луу да се спусти на Соларис. Џејсон убије Луа, а брод се судари са Соларисом, уништивши га и побивши сво особље на њему. Џејсон провали у лабораторију, узме натраг своју мачету и обезглави Лоуа. Пошто је Грендел обогаљен, преживели се упуте ка шатлу док Цунарон надогради КМ-14. Након што Џејсон струјом погуби члана посаде Крача, Кинса се успаничи и покуша да побегне на своју руку, али заборави да откачи горивно црево на шатлу, услед чега он удари у брод и експлодира. Цунарон се врати са надограђеном КМ-14, којој су додати оружје и борбене вештине како би имала боље шансе против Џејсона. Након што одруби Џејсону десну руку, леву ногу, десна ребра и део главе, КМ-14 му забије тело у нанотехнолошку медицинску станицу. Преживели пошаљу позив у помоћ, а затим поставе експлозивне направе да би одвојили неоштећени понтон брода од главног дела.
Аутоматизована нанотехнологија медицинске станице трансформише Џејсона у киборга. Уз своју нову снагу, Џејсон олако савлада КМ-14, одрубивши јој главу. Док Цунарон узме њену још увек функционалну главу, Џејсона заустави Вејландер, који жртвује себе активиравши експлозивне направе док остали побегну. Џејсон преживи и пробије рупу кроз труп, услед чега Џанеса погине у вакууму. Струјни квар на вратима за пристајање примора Бродског да изађе напоље у скафандеру да их поправи.
Ради одвраћања пажње Џејсону креирана је холографска симулација Кампа Кристалног језера са две виртуелне тинејџерке. Након што их побије, Џејсон схвати да је у питању обмана таман када су врата поправљена. Још увек у скафандеру, Бродски се сукоби са Џејсоном да би остали могли да побегну. Док они одлазе, понтон експлодира, одбацивши Џејсона великом брзином у правцу преживелих; Бродски пресретне Џејсонов свемирски лет и изманеврише их обојицу ка атмосфери Земље 2, где обојица изгоре услед трења ушавши у атмосферу. Цунарон, Роуан и КМ-14 побегну док Цунарон уверава КМ-14 да ће добити ново тело.
На Земљи 2 један тинејџерски пар је покрај једног језера када угледају оно што они верују да је звезда падалица. Тинејџери оду да баце поглед док Џејсонова угљенисана маска потоне на дно језера.

## Улоге
| Глумац            | Улога            |
| ----------------- | ---------------- |
| Кејн Ходер        | Џејсон Вoрхис    |
| Лекса Дојг        | Роуан            |
| Лиса Рајдер       | КМ-14            |
| Чак Кембел        | Цунарон          |
| Мелиса Ејд        | Џанеса           |
| Питер Менса       | наредник Бродски |
| Мелоди Џонсон     | Кинса            |
| Дервин Џордан     | Вејландер        |
| Џонатан Потс      | проф. др Лоу     |
| Филип Вилијамс    | Крач             |
| Дав Тајфенбак     | Азраел           |
| Кристи Ангус      | Адријен          |
| Дилан Бирк        | Бригс            |
| Аманда Бругел     | Геко             |
| Јани Гелман       | Стони            |
| Тод Фармер        | Далас            |
| Дејвид Кроненберг | др Вимер         |
| Роберт Силверман  | Дитер Перез      |
| Маркус Парило     | наредник Маркус  |
| Бојд Бенкс        | Дебели Лу        |